# Рогуље (Пакрац)
Рогуље су насељено место у саставу града Пакраца, у западној Славонији, Република Хрватска.

## Географија
Рогуље се налазе источно од Пакраца, на северним падинама Псуња.

## Историја
Усташе су 22. децембра 1941. године похватали већу групу мушкараца и жена у Рогуљама, сатерали их у школу, повезали жицом, тукли и транспортовали железницом која је доцније страдала у партизанској диверзији.

## Становништво
На попису становништва 2011. године, Рогуље су имале свега 3 становника.
| Националност       | 1991.       |
| Срби               | 59 (96,72%) |
| Хрвати             | 1 (1,63%)   |
| Југословени        |             |
| остали и непознато | 1 (1,63%)   |
| Укупно             | 61          |

| Демографија | Демографија | Демографија |
| Година      | Становника  | Становника  |
| ----------- | ----------- | ----------- |
| 1961.       | 216         |             |
| 1971.       | 130         |             |
| 1981.       | 81          |             |
| 1991.       | 61          |             |
| 2001.       | 12          |             |
| 2011.       |             | 3           |